# Campionatul Mondial de Atletism din 2023 - 10.000 m (masculin)
Proba masculină de 10.000 m de la Campionatul Mondial de Atletism din 2023 a avut loc pe 20 august 2023 pe Centrul Național de Atletism din Budapesta, Ungaria.

## Program
Ora este ora Ungariei (UTC+1)
| Dată      | Oră   | Etapă  |
| --------- | ----- | ------ |
| 20 august | 18:25 | Finala |

## Rezultate

### Finala
Finala a început la 18:26.
| Loc | Nume                | Țară                       | Timp     | Note |
| --- | ------------------- | -------------------------- | -------- | ---- |
| 1   | Joshua Cheptegei    | Uganda                     | 27:51,42 | SB   |
| 2   | Daniel Ebenyo       | Kenya                      | 27:52,60 |      |
| 3   | Selemon Barega      | Etiopia                    | 27:52,72 |      |
| 4   | Berihu Aregawi      | Etiopia                    | 27:55,71 |      |
| 5   | Benard Kibet        | Kenya                      | 27:56,27 |      |
| 6   | Mohammed Ahmed      | Canada                     | 27:56,43 | SB   |
| 7   | Rodrigue Kwizera    | Burundi                    | 28:00,29 | SB   |
| 8   | Nicholas Kimeli     | Kenya                      | 28:03,38 |      |
| 9   | Yann Schrub         | Franța                     | 28:07,42 | SB   |
| 10  | Birhanu Balew       | Bahrain                    | 28:08,03 | SB   |
| 11  | Woody Kincaid       | Statele Unite ale Americii | 28:08,71 |      |
| 12  | Yemaneberhan Crippa | Italia                     | 28:16,40 |      |
| 13  | Isaac Kimeli        | Belgia                     | 28:20,77 | SB   |
| 14  | Adriaan Wildschutt  | Africa de Sud              | 28:21,40 |      |
| 15  | Ren Tazawa          | Japonia                    | 28:25,85 |      |
| 16  | Sean McGorty        | Statele Unite ale Americii | 28:27,54 |      |
| 17  | Santiago Catrofe    | Uruguay                    | 28:28,49 | RN   |
| 18  | Zerei Kbrom Mezngi  | Norvegia                   | 28:30,76 |      |
| 19  | Merhawi Mebrahtu    | Eritreea                   | 28:50,62 |      |
| 20  | Joe Klecker         | Statele Unite ale Americii | 29:03,41 |      |
| 21  | Nils Voigt          | Germania                   | 29:06,79 |      |
| 22  | Rogers Kibet        | Uganda                     | 29:10,07 |      |
| 23  | Joel Ayeko          | Uganda                     | NT       | NT   |
| 23  | Carlos Díaz         | Chile                      | NT       | NT   |
| 23  | Yismaw Dillu        | Etiopia                    | NT       | NT   |